# Microtatorchis papillosa
Microtatorchis papillosa är en orkidéart som beskrevs av Johannes Jacobus Smith. Microtatorchis papillosa ingår i släktet Microtatorchis och familjen orkidéer. Inga underarter finns listade i Catalogue of Life.